# Frida Amundsen
Frida Amundsen (Vaksdal, 9 settembre 1992) è una cantante norvegese.

## Biografia
Frida Amundsen è salita alla ribalta grazie al singolo Closer, pubblicato nel 2011 e certificato disco di platino dalla IFPI Norge con oltre 10 000 copie vendute a livello nazionale. Closer ha anticipato il suo album di debutto del 2012, September Blue, che ha debuttato alla 10ª posizione della classifica norvegese e che le ha fruttato una candidatura ai premi Spellemann, il principale riconoscimento musicale norvegese, per il miglior artista emergente dell'anno.

## Discografia

### Album in studio
- 2012 – September Blue
- 2015 – What You Asked For

### Singoli
- 2011 – Closer
- 2012 – Rush
- 2014 – What If
- 2015 – Told You So
- 2015 – Another Piece
- 2016 – Mental Lover (con Jim Bergsted)

#### Come artista ospite
- 2012 – Colours (Christopher feat. Frida Amundsen)